# Josep Monegal i Nogués
Josep Monegal i Nogués   (Barcelona, 9 de juliol de 1854 - Barcelona, 29 d'abril de 1931) fou un empresari i polític català.

## Biografia
Va néixer al carrer de la Blanqueria de Barcelona, fill d'Esteve Monegal i Soler, natural de Sant Llorenç de Morunys, i de Dolors Nogués i Fàbregas, de Barcelona. Fou germà de l'empresari Ramon Monegal i Nogués (1861-1942), de l'eclesiàstic Esteve Monegal i Nogués i de Trinitat Monegal i Nogués (1869-1933), i oncle d'Esteve Monegal i Prat, fill del seu germà Ramon.
Era un empresari importador de cotó, que el 1893 adquirí les accions de la colònia tèxtil de l'Ametlla de Casserres (que fou coneguda també durant el segle xx com la colònia Monegal), que el 1900 tenia 300 treballadors. Fou vocal de la Junta de la Cambra de Comerç, Indústria i Navegació de Barcelona de 1886 a 1890, i president el 1902-1908. Fou alcalde de Barcelona entre desembre de 1902 i maig de 1903, i senador del Partit Conservador (sector fidel a Antoni Maura) per la província de Barcelona el 1905-1907, i senador vitalici el 1908. El 1927-1930 fou novament president de la Cambra de Comerç de Barcelona.